# Priscus Attale
Pour les articles homonymes, voir Priscus et Attale.
Priscus Attale est un haut fonctionnaire romain, comte des largesses sacrées d'Honorius, il fut de 409 à 416 la marionnette politique du bras de fer entre les Wisigoths et le pouvoir impérial romain d'Occident.

## Biographie
Il est mandaté par le sénat de Rome pour servir de négociateur entre Alaric Ier qui menace Rome avec ses Wisigoths et l'empereur Honorius enfermé à Ravenne.
Fin 409, Alaric assiège Rome et contraint le sénat à décider la déchéance d'Honorius et à proclamer Attale comme Auguste. Comme convenu, Attale satisfait aux exigences d'Alaric en le nommant chef des armées (magister militum), puis tous deux marchent sur Ravenne. Honorius propose à Attale de partager l'empire, mais ce dernier refuse, sûr de sa force.
Ravenne est bien protégée, Honorius reçoit des renforts d'Orient, et le gouverneur d'Afrique Héraclien coupe le ravitaillement vers Rome, où la population affamée finit par se révolter.
Alaric cherche encore une voie négociée avec Honorius : il dégrade Attale en été 410 et renvoie son diadème et sa pourpre à Ravenne. En vain. Ne pouvant prendre Ravenne, Alaric se tourne vers Rome et redonne la pourpre à Attale pour se concilier les habitants de Rome. Malgré cela, les Romains ferment les portes de la ville aux Wisigoths. Attale est de nouveau dégradé par Alaric. Le 24 août 410, les Wisigoths pénètrent dans Rome et la pillent.
De potiche, Attale devient bagage, entraîné par Alaric puis Athaulf d'Italie en Gaule et de Gaule en Espagne. Il aurait dirigé les chants lors du mariage d'Athaulf et de Galla Placidia. En 414, Athaulf, furieux du blocus alimentaire opéré par Constance, élève Attale au titre d'empereur, pour la troisième fois. Après l'assassinat d'Athaulf, le roi wisigoth Wallia le livre au patrice Constance.
Attale eut la vie sauve et figura comme captif au triomphe d'Honorius en 416. Il finit ses jours en exil aux îles Lipari, à une date inconnue.

## Sa titulature
Sa titulature sur ses monnaies est brève et classique :
- ATTALVS PRISCVS P(ius) F(elix) AVG(ustus)

L'habituel titre D.N. (Dominus Nobilissimus) est le plus souvent omis.

## Ses monnaies
Malgré la brièveté de son règne, Attale marqua son avènement de quelques frappes monétaires. Ses revers vantent de façon assez irréaliste la Victoire et la puissance romaine.
- GLORIA ROMANORVM
- INVICTA ROMA AETERNA, Rome assise de face tenant une Victoire
- VICTORIA AVGVSTI

Rome et la Victoire sont ici des allégories, et on remarque sur un revers que la Victoire tient un bouclier marqué d'un chrisme.